# 吐迷度
吐迷度（?—648年），是唐太宗时期的回纥首领，药罗葛氏。
原为菩萨属下胡屋（禄）俟利发。贞观十七年（643年），背叛薛延陀投靠唐朝，遣使朝唐，受厚遇。646年，联合唐朝大破多弥可汗，击灭了薛延陀汗国，唐太宗遣使萧嗣业至回纥褒奖其功，十二月吐迷度到长安朝见唐太宗。647年，唐朝以其辖地置瀚海都督府，封吐迷度为都督、怀化大将军，隶属于燕然都护府。然而當時吐迷度已恃强自称可汗，並依照突厥制度设置官制。设外宰相六、内宰相三，另置都督、将军、司马等官职。648年，其侄乌纥与其妻通奸，叛归车鼻可汗，乌纥与车鼻可汗袭杀吐迷度。唐太宗派燕然都护李素立、燕然副都护元礼臣诱杀乌纥，再遣兵部尚书崔敦礼抚慰回纥，追赠左卫大将军，擢其子婆闰为左骁卫大将军，袭封瀚海都督。
| 前任： 首任 | 瀚海都督 647年—648年 | 繼任： 婆闰 |